# Вахш
Вахш (Сурхоб; тадж. Вахш; перс. وخش‎) — река в Таджикистане, сливаясь с Пянджем, образует Амударью. Длина — 524 км, площадь водосборного бассейна — 39 100 км², среднегодовой расход воды в нижнем течении 666 м³/с.
В долине реки Вахш находятся пгт Вахш, города Нурек, Левакант и Бохтар. Водоразделом между Вахшем и Кызылсу является Вахшский хребет. В устье Вахша находится заповедник «Тигровая балка».
В бассейне имеются месторождения золота.

## Гидрография

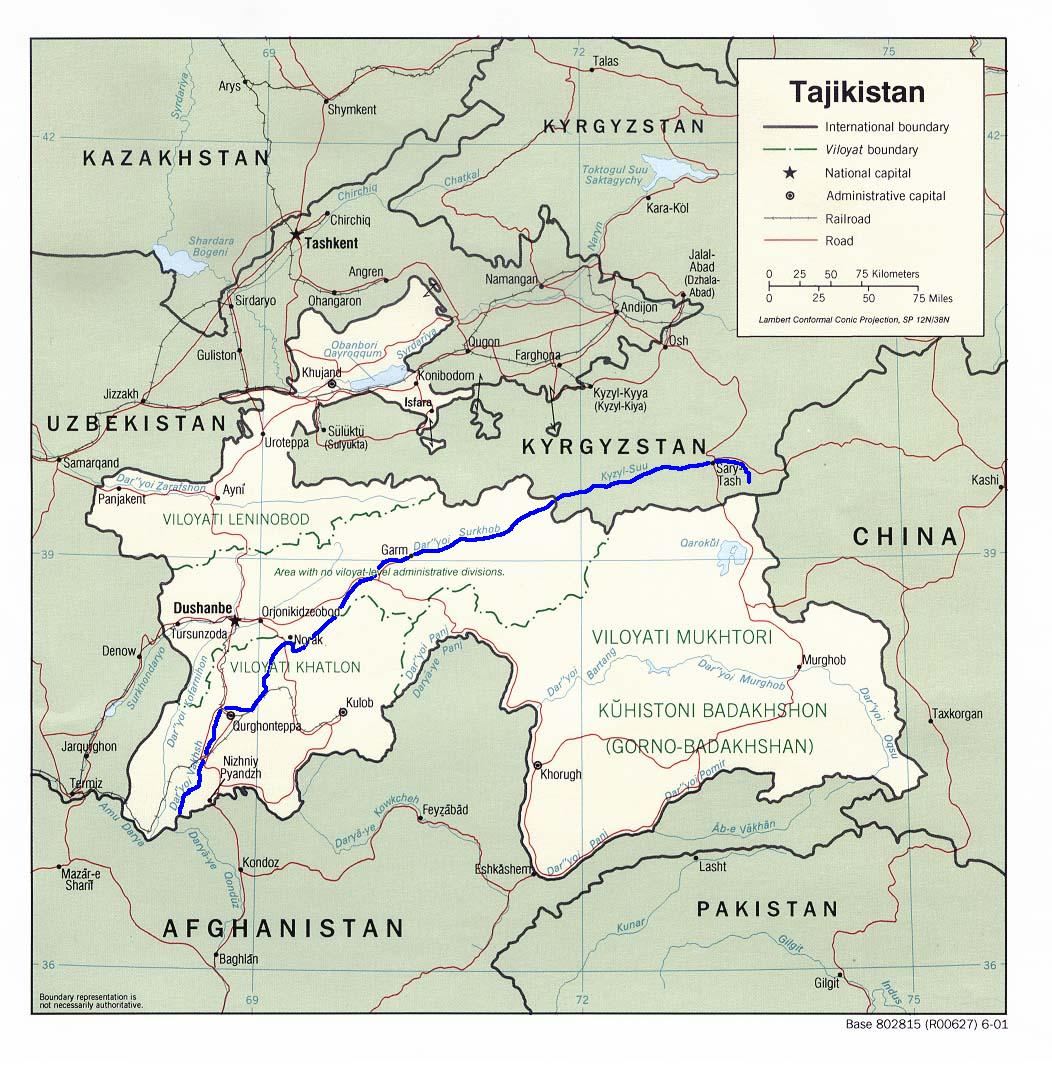
Река Вахш на карте

Берёт начало на Памире при слиянии рек Сурхоб и Мугоб на высоте 1834 м над уровнем моря. Большая часть бассейна расположена в пределах Памиро-Алайской горной системы. В верховье называется Сурхоб и течёт на запад; приняв слева реку Обихингоу, получает название Вахш и поворачивает на юго-запад.
Вахш течёт преимущественно в узкой долине, местами превращающейся в глубокое ущелье; в 170 км от устья выходит в Вахшскую долину, где разбивается на рукава, вода которых используется для орошения и водоснабжения.

## Гидрология

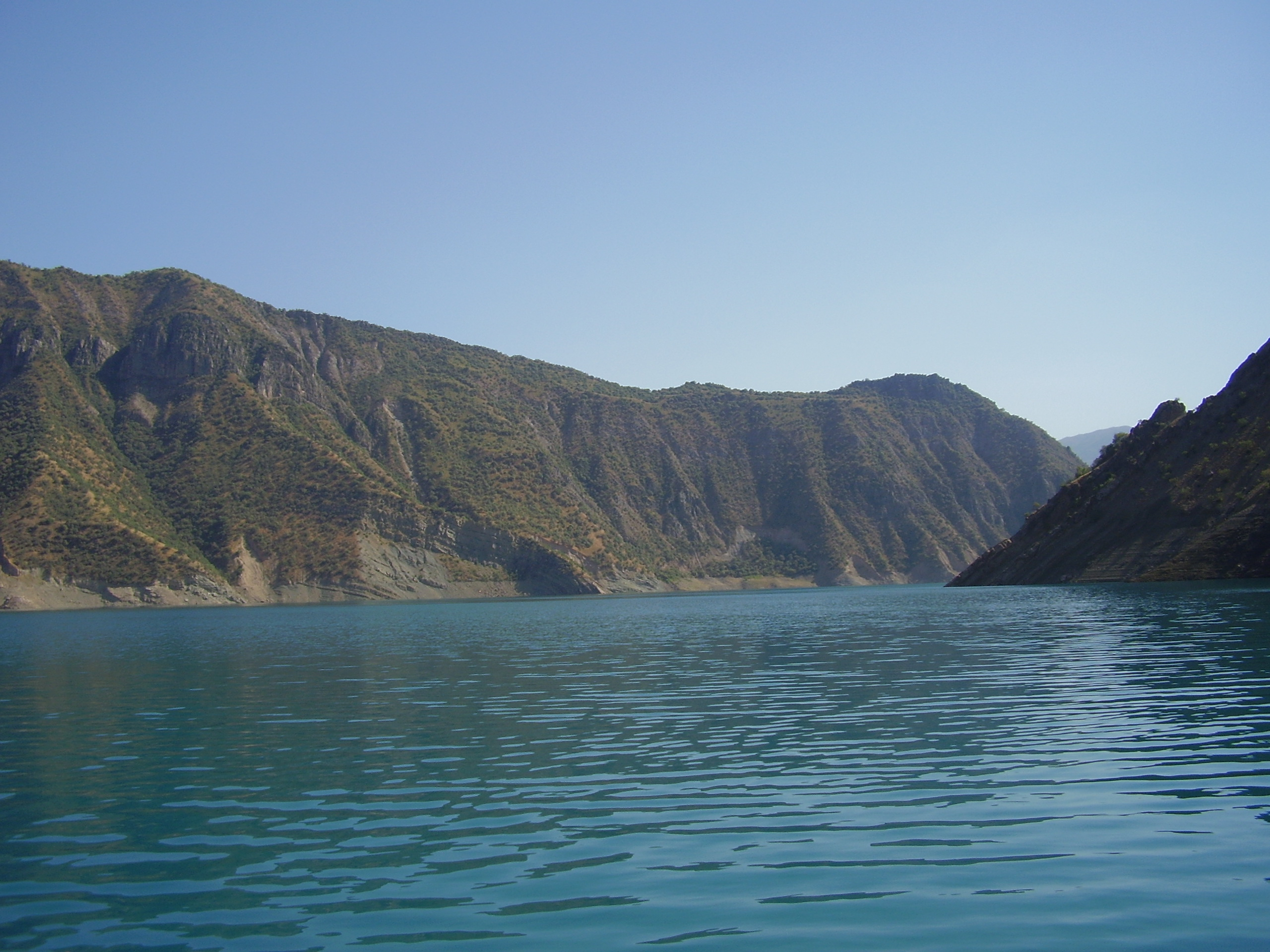
Нурекское водохранилище

Питание преимущественно ледниково-снеговое, в меньшей степени дождевое. Половодье наблюдается в период интенсивного таяния ледников: с мая по сентябрь, межень в ноябре — апреле. Средний расход в среднем течении 660 м³/с, наибольший (в июле) — 3120 м³/с, наименьший (в феврале) — 130 м³/с. Воды Вахша, как и других среднеазиатских рек, отличались большой мутностью (4,16 кг/м³), но после постройки Нурекской ГЭС стали прозрачными, голубого цвета.
В бассейне Вахша насчитывается 569 горных озёр общей площадью 1737 км², в основном они расположены на высотах 2800—3500 м.

## Хозяйственное использование
На реке построены Головная ГЭС и Нурекская ГЭС (2,7 млн кВт). В 2009 году при 75%-м участии российского капитала введена в строй Сангтудинская ГЭС-1, в 2014 году с участием и инвестициями Ирана была сдана в эксплуатацию Сангтудинская ГЭС-2 (220 МВт). Строится крупная по мощности Рогунская ГЭС.
Близ устья Вахш имеет ширину русла 305 метров, глубину 3,5 метра и песчаное дно.

## Этимология
Топоним Вахш, согласно одной из версий, может восходить к древнетаджикскому вахш — «растущий, прибывающий (о воде)», а также «божество воды».

## Притоки
Приведены в порядке впадения, считая от устья Вахша.
- 96 км: река Ачису (пр.)
- 146 км: река Явансу (пр.)
- 195 км: река Сангтуда (лев.)
- 236 км: река Мансев (лев.)
- 246 км: река Навзирак (пр.)
- 252 км: река Нурек (пр.)
- 256 км: река Сафедоб (пр.)
- 268 км: река Джарбулак (лев.)
- 293 км: река Хонко (пр.)
- 296 км: река Косаторош (пр.)
- 310 км: река Асияоб (пр.)
- 317 км: река Сиогули (пр.)
- 319 км: река Гармоб (пр.)
- 338 км: река Обишур (лев.)
- 342 км: река Обиджушок (пр.)
- 343 км: река Обигарм (пр.)
- 349 км: река Лугур (пр.)
- 357,6 км: река Хакими (пр.)
- 357,9 км: река Муджихарв (пр.)
- 367,6 км: река Мирзошарифон (пр.)
- 368,3 км: река Даштигурон (пр.)
- 375 км: река Обихингоу (лев.)
- 388 км: река Шуроб (лев.)
- 390 км: река Шоли (пр.)
- 396 км: река Чундора (лев.)
- 397,6 км: река Сангикар (пр.)
- 398,2 км: река Сарбог (пр.)
- 400 км: река Навданак (лев.)
- 417 км: река Калакон (лев.)
- 428 км: река Худурен (лев.)
- 437 км: река Каланак (пр.)
- 441 км: река Шурак (лев.)
- 447 км: река Обимазар (лев.)
- 451 км: река Дегильмони поён (лев.)
- 456 км: река Дара (Дидаль) (лев.)
- 464 км: река Шурак (лев.)
- 467 км: река Онсвет (лев.)
- 469,4 км: река Ягман (пр.)
- 469,8 км: река Селяк (лев.)
- 470,4 км: река Ярхыч (пр.)
- 475 км: река Обишурак (лев.)
- 488 км: река Канышбек (лев.)
- 493 км: река Шурак (лев.)
- 502 км: река Коксу (пр.)
- 503 км: река Ачикташты (лев.)
- 508 км: река Кронгалек (лев.)
- 509 км: река Арчакапа (лев.)
- 518 км: река Дарачол (лев.)
- 521 км: река Коштегермен (лев.)
- 524 км: река Мугоб (лев.)
- 524 км: река Сурхоб (пр)[7]

## Хозяйственное значение
Воды Вахша широко используются для орошения и водообеспечения, а также для получения электроэнергии. От реки ответвляются Вахшский канал и Шуроабадский канал. В низовьях река судоходна. На берегах реки (при движении вниз по течению) стоят города и посёлки: Сары-Таш, Дароот-Коргон, Дарбанд, Нурек, Бохтар.